# Șendreni, Galați
Șendreni este satul de reședință al comunei cu același nume din județul Galați, Moldova, România. Se află în partea de sud-est a județului, în Câmpia Siretului Inferior, pe malul stâng al Siretului.